# Frank Hilbrich
Frank Hilbrich (* 30. Dezember 1968 in Bremen) ist ein deutscher Opernregisseur und Hochschulprofessor.

## Leben
Frank Hilbrich wuchs in Lilienthal auf, kam bereits als Jugendlicher in Kontakt mit professionellem Theater und wurde für Radio Bremen Fernsehen als Schauspieler engagiert. Nach Hospitanzen und Gastassistenzen wurde er fester Regieassistent zunächst am Bremer Theaters, dann an der Staatsoper Stuttgart Staatsoper Stuttgart unter Klaus Zehelein und Pamela Rosenberg. Besonders prägend wurde hier für ihn die Zusammenarbeit mit Hans Neuenfels.
Ab 1996 entstanden erste eigene Regiearbeiten.
Von 1999 bis 2002 war Hilbrich Oberspielleiter und stellvertretender Operndirektor am Staatstheater Schwerin. Ab 2002 arbeitete er freiberuflich. Inszenierungen entstanden unter anderem für das Theater Basel, die Komische Oper Berlin, die Bregenzer Festspiele, die Ungarische Staatsoper in Budapest, die Dresdner Semperoper, das Aalto-Theater Essen, das Opernhaus Graz, das Staatstheater Mainz, die Oper Stuttgart, sowie die Nationaltheater in Mannheim und Weimar.
Langjährige Zusammenarbeiten verbanden ihn mit dem Theater Freiburg, wo unter anderem Wagners vollständiger „Ring des Nibelungen“ entstand, und mit der Staatsoper Hannover.
Dort inszenierte Hilbrich im April 2017 die Uraufführung von Giorgio Battistellis „Lot“ auf ein Libretto von Jenny Erpenbeck.
2010 kehrte er erstmals als Regisseur ans Theater Bremen zurück.
Seit 2022 ist er hier Leitender Regisseur und Künstlerischer Leiter des Musiktheaters, gemeinsam mit der Dramaturgin Brigitte Heusinger.
Von 2006 bis 2013 war Hilbrich Dozent bei Frontstage an der Musikakademie Basel.
Im Oktober 2013 wurde zum Professor für Szenischen Unterricht an der Universität der Künste Berlin ernannt und war hier bis 2022 Mitglied der Studiengangsleitung Gesang/Musiktheater.
Seit 2022 ruht seine Professur aufgrund des festen Engagements am Theater Bremen.
Am 10. April 2025 berief ihn der Rat der Stadt Gelsenkirchen zum Generalintendanten am Musiktheater im Revier ab Beginn der Spielzeit 2026/27.
Frank Hilbrich lebt derzeit in Berlin und Bremen. (Stand: April 2025)

## Belege
1. ↑  Biografie (Memento des Originals vom 6. September 2012 im Internet Archive)  Info: Der Archivlink wurde automatisch eingesetzt und noch nicht geprüft. Bitte prüfe Original- und Archivlink gemäß Anleitung und entferne dann diesen Hinweis. (PDF, 28,58 kB)
2. ↑  Sebastian Loskant: Theater Bremen: Frank Hilbrich wird 2026 Intendant in Gelsenkirchen. 11. April 2025, abgerufen am 11. April 2025.

| Personendaten    | Personendaten       |
| ---------------- | ------------------- |
| NAME             | Hilbrich, Frank     |
| KURZBESCHREIBUNG | deutscher Regisseur |
| GEBURTSDATUM     | 30. Dezember 1968   |
| GEBURTSORT       | Bremen              |